# Kevin Foley
Kevin Foley (Luton, Anglia, 1984. november 1. –) ír válogatott labdarúgó, edző.

## Pályafutása

### Luton Town
Kevin Foley 14 évesen csatlakozott a helyi foci csapathoz, a Luton Townhoz. A 2002-03-as szezonban érte el hogy benne legyen a kezdő keretben. 2003. április 19-én mutatkozott csapatában a Bristol City ellen, a végeredmény 2-2-es döntetlen lett. Megkapta ,,a szezon fiatal játékosa díját". 2005-ben csapatával feljutottak az Angol másodosztályba. Az angol másodosztályban 2 szezont játszott mert csapata 2007-ben visszaesett az Angol harmadosztályba. Az átigazolási időszakba Mick McCarthy a Wolverhampton menedzsere, ajánlott neki egy szerződést csapatába. Kevin Foley elfogadta az ajánlatot és 2007. augusztus 14-én átkerült a Wolverhampton Wanderers FC csapatába.

### Wolverhampton
A 2008-09-es szezonban Foley megkapta a ,,2008-09-es szezon játékosa" díjat, a szezon folyamán a szurkolók kedvence lett. Csapatával megnyerték az Angol másodosztályt és felkerültek az Angol első osztályba. A 2009-es szezont már az első osztályban kezdték, első meccsük a West Ham United ellen volt. A mérkőzést 2-0-ra nyerték. A szezon folyamán Kevin szerződést hosszabbít Wolverhamptonnal, az aláírt szerződése 2013-ig tart csapatánál.

## Válogatott
Kevin azért ír válogatott mert szülei Ír országban születtek. Az U21-es ír válogatottnál Skócia ellen mutatkozott be 2004 májusában. 2009. május 29-én Foley debütál az ír válogatottal Nigéria ellen, egy barátságos mérkőzésen.

## Díjak, sikerek
Luton Town
- Angol harmadosztály-győztesei: 2004-05

Wolverhampton Wanderers
- Angol másodosztály-győztesei: 2008-09

Egyéni
- A 2008-09-es szezon játékosa (másodosztály)
- A szezon fiatal játékosa (harmadosztály)